# Geoff Skaines
Geoff Skaines (nascido em 8 de junho de 1953) é um ex-ciclista australiano que competiu nos Jogos Olímpicos de Verão de 1976, representando a Austrália.